# Филип Етанселен
Филип Етанселен (на френски: Philippe Étancelin) е бивш пилот от Формула 1. Роден на 28 декември 1896 година в Руан, Франция.

## Формула 1
Филип Етанселен прави своя дебют във Формула 1 в Голямата награда на Великобритания през 1950 година. В световния шампионат записва 12 състезания като записва и 3 точки. Състезава се с отборите на Талбот-Лаго и с частни Талбот-Лаго и Мазерати.